# Nemastoma gallwitzi
Nemastoma gallwitzi was een hooiwagen uit de familie aardhooiwagens (Nemastomatidae). Het werd een junior subjectief synoniem van Pyza bosnica (Roewer, 1919) in Staręga (1976). Na 2023 de geldige combinatie is Pyza bosnica (Roewer, 1919).